# 불후

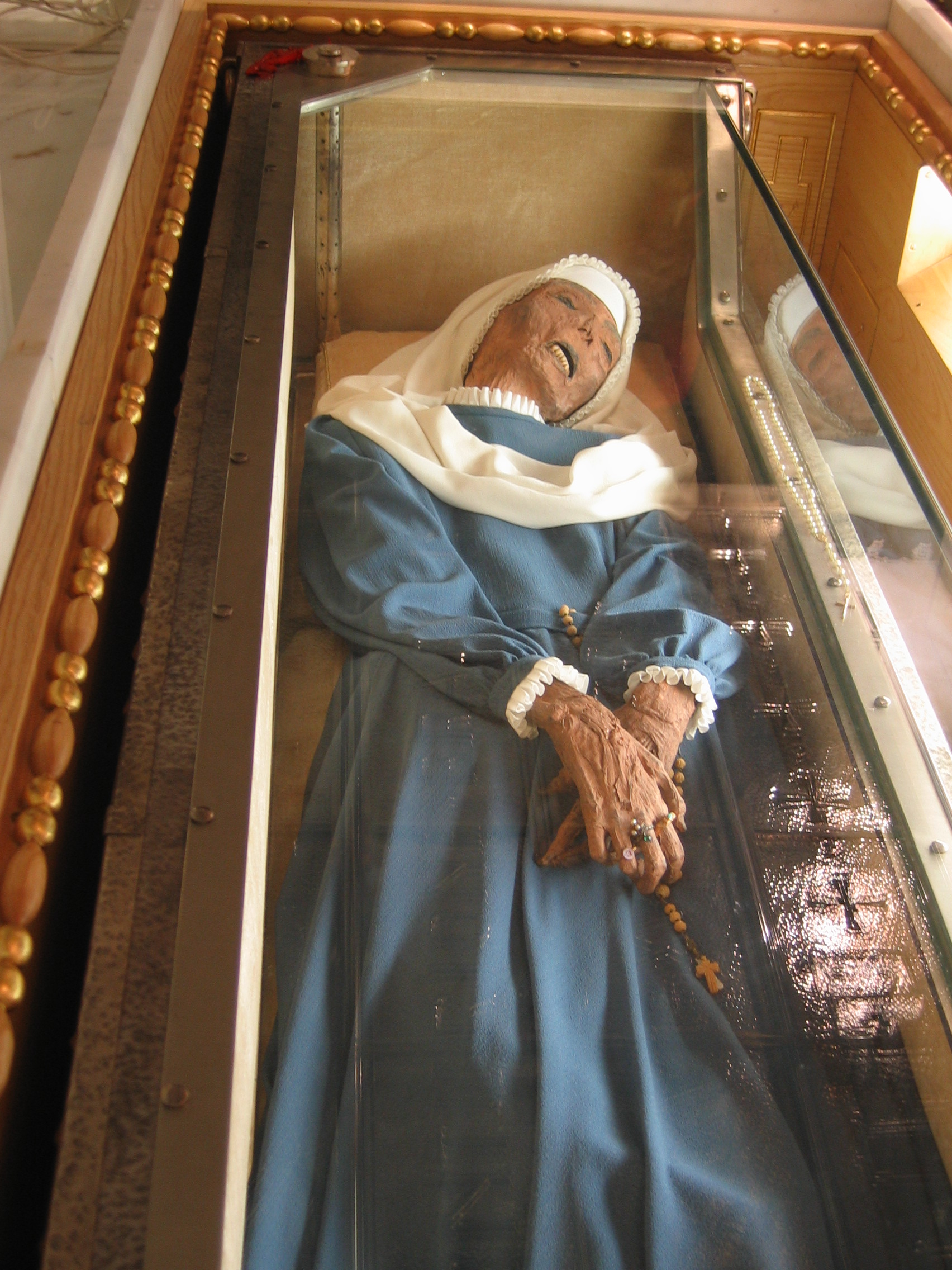
성녀 비르지니아 첸투리오네 브라첼리(1651년 몰)의 시체.

불후(不朽, incorruptibility)란 천주교 및 정교회에서 가지고 있는 믿음으로, 신의 개입에 의해 특정 인간, 특히 성자나 복자의 육신이 죽고 나서도 생물학적 분해를 거치지 아니함이 그들의 성스러움의 징표라는 것이다.
불후는 그 사람의 육신이 절로 보존되는 것으로, 사람이 일부러 보존시키려 하는 미라화와는 다르다고 교회에서는 주장한다. 불후체에서는 시체 썩는 내가 아닌 꽃 향기 비슷한 달콤한 "성스러운 향"이 난다고도 한다.

## 같이 보기
- 파라마한사 요가난다
- 즉신성불
- 수피파